# Mistrovství Československa jednotlivců na klasické ploché dráze 1987
Mistrovství Československa jednotlivců na klasické ploché dráze 1987 bylo tvořeno 6 závody.

## Závody
Z1 = Slaný - 25. 4. 1987
Z2 = Plzeň - 26. 4. 1987
Z3 = Praha - 7. 5. 1987
Z4 = Pardubice - 10. 6. 1987
Z5 = Žarnovica - 4. 7. 1987
Z6 = Kopřivnice - 5. 7. 1987

## Celkové výsledky
| Pořadí | Jméno                | Klub              | Body | Body celkem |
| ------ | -------------------- | ----------------- | ---- | ----------- |
| 1.     | Antonín Kasper       | Rudá hvězda Praha |      | 79          |
| 2.     | Petr Vandírek        | Rudá hvězda Praha |      | 67          |
| 3.     | Zdeněk Schneiderwind | Rudá hvězda Praha |      | 66          |
| 4.     | Lubomír Jedek        | Rudá hvězda Praha |      | 66          |
| 5.     | Pavel Karnas         | Pardubice         |      | 59          |
| 6.     | Roman Matoušek       | Rudá hvězda Praha |      | 47          |
| 7.     | Josef Fejfar         | Rudá hvězda Praha |      | 41          |
| 8.     | Petr Kučera          | Pardubice         |      | 41          |
| 9.     | Ladislav Hradecký    | Slaný             |      | 37          |
| 10.    | Bořivoj Hádek        | Rudá hvězda Praha |      | 36          |
| 11.    | Jaromír Bartoš       | Slaný             |      | 33          |
| 12.    | Jindřich Dominik     | Plzeň             |      | 31          |
| 13.    | Jiří Svoboda         | Rudá hvězda Praha |      | 30          |
| 14.    | Karel Průša          | Pardubice         |      | 24          |
| 15.    | Jan Holub            | Pardubice         |      | 21          |
| 16.    | Bohumil Brhel        | Rudá hvězda Praha |      | 19          |
| 17.    | Stanislav Urban      | Pardubice         |      | 7           |
| 18.    | Jiří Šmíd            | Pardubice         |      | 7           |
| 19.    | Pavel Mrna           | Liberec           |      | 6           |
| 20.    | Josef Rybář          | Liberec           |      | 4           |

### 1. závod Slaný - 25. dubna 1987
| Poradi | Jmeno             | Klub              | Body | Body celkem |
| ------ | ----------------- | ----------------- | ---- | ----------- |
| 1.     | Antonín Kasper    | Rudá hvězda Praha |      | 12          |
| 2.     | Lubomír Jedek     | Rudá hvězda Praha |      | 12          |
| 3.     | Pavel Karnas      | Pardubice         |      | 11          |
| 4.     | Ladislav Hradecký | Slaný             |      | 11          |
| 5.     | Petr Vandírek     | Rudá hvězda Praha |      | 10          |
| 6.     | Jiří Svoboda      | Rudá hvězda Praha |      | 10          |

### 3. závod Praha - 7. května 1987
| Pořadí | Jméno                | Klub              | Body | Body celkem |
| ------ | -------------------- | ----------------- | ---- | ----------- |
| 1.     | Antonín Kasper       | Rudá hvězda Praha |      | 15          |
| 2.     | Roman Matoušek       | Rudá hvězda Praha |      | 13          |
| 3.     | Zdeněk Schneiderwind | Rudá hvězda Praha |      | 12+3        |
| 4.     | Pavel Karnas         | Pardubice         |      | 12+2        |
|        |                      |                   |      |             |

### 4. závod Pardubice - 10. června 1987
| Pořadí | Jméno                | Klub              | Body        | Body celkem |
| ------ | -------------------- | ----------------- | ----------- | ----------- |
| 1.     | Zdeněk Schneiderwind | Rudá hvězda Praha | 3,3,2,3,3   | 14          |
| 2.     | Roman Matoušek       | Rudá hvězda Praha | 2,2,3,3,3   | 13          |
| 3.     | Petr Vandírek        | Rudá hvězda Praha | 3,2,3,2,2   | 12          |
| 4.     | Lubomír Jedek        | Rudá hvězda Praha | 2,3,2,3,1   | 11          |
| 5.     | Josef Fejfar         | Rudá hvězda Praha | 3,3,1,0,3   | 10          |
| 6.     | Antonín Kasper       | Rudá hvězda Praha | ef,1,3,3,3  | 10          |
| 7.     | Ladislav Hradecký    | Slaný             | 1,2,3,1,2   | 9           |
| 8.     | Petr Kučera          | Pardubice         | 3,1,f/x,2,1 | 7           |
| 9.     | Pavel Karnas         | Pardubice         | 2,2,2,1,0   | 7           |
| 10.    | Jiří Svoboda         | Rudá hvězda Praha | 0,3,1,t,2   | 6           |
| 11.    | Jindřich Dominik     | Plzeň             | 1,0,2,2,1   | 6           |
| 12.    | Bořivoj Hádek        | Rudá hvězda Praha | 1,1,0,1,2   | 5           |
| 13.    | Jan Holub            | Pardubice         | f,0,1,1,1   | 3           |
| 14.    | Karel Průša          | Pardubice         | 1,1,1,0,ef  | 3           |
| 15.    | Bohumil Brhel        | Rudá hvězda Praha | ef,0,0,2,0  | 2           |
| 16.    | Jaromír Bartoš       | Slaný             | 2,0,0,0,0   | 2           |
| R.     | Josef Rybář          | Liberec           | dnr         |             |

### 6. závod Kopřivnice - 5. července 1987
| Pořadí | Jméno          | Klub              | Body | Body celkem |
| ------ | -------------- | ----------------- | ---- | ----------- |
| 1.     | Antonín Kasper | Rudá hvězda Praha | 14   | 2,3,3,3,3   |
| 2.     | Roman Matoušek | Rudá hvězda Praha | 14   | 3,3,3,3,2   |